# Трио для баритона
Трио для баритона (нем. Barytontrios, Hob. XI:1-126) — произведения Йозефа Гайдна разного состава, включающие баритон. 123 трио включают баритон, альт и виолончель, три (Hob. XI:89-91) написаны для баритона, скрипки и виолончели.

## История создания

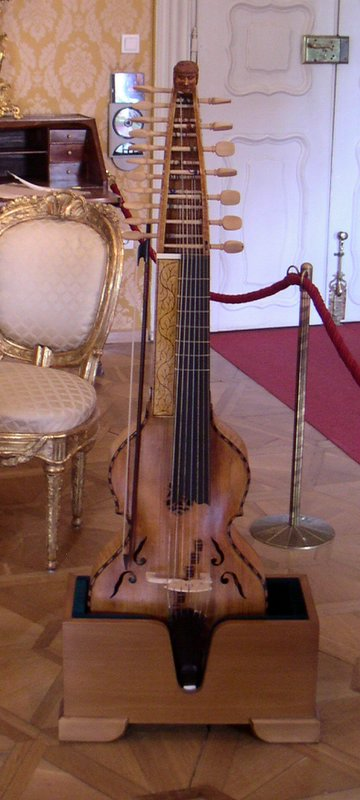
Копия баритона князя Эстерхази в замке Айзенштадт

Гайдн начал писать музыку для трио с баритоном в 1765 году. C 1761 Гайдн работал на дом Эстерхази, с 1762 у князя Николая. Ранее князь играл на виоле да гамба, но в 1765 году купил баритон. В этом же году Гайдн получил официальный выговор от князя за невыполнение своих служебных обязанностей. В приложении к выговору указывалось, что Гайдн должен проводить больше времени за написанием пьес для нового инструмента его высочества:

И, наконец, этому капельмейстеру Гайдну срочно предписывается заняться сочинением произведений с бо́льшим рачением, нежели раньше, особенно писать таковые сочинения для исполнения на гамбе (то есть баритоне), коих мы видели пока очень мало, и, дабы удостоверится в сем рачении, он должен нам присылать без задержки первую копию, тщательно и начисто написанную, каждого такового произведения.
Гайдн взялся за дело с энергией, и вскоре его усилия получили одобрение князя. 4 января 1766 года Эстерхази писал своему управляющему:

На данный момент я получил три работы Гайдена (sic!), которые меня очень удовлетворили. Вы должны, соответственно, выплатить оному от моего имени двенадцать дукатов из моей казны и сказать ему, в то же время, что он должен написать ещё шесть пьес, подобных тем, что мне присланы, совокупно с двумя соло, доставленными мне как можно скорее.
Подобные благодарности продолжались и далее.
На протяжении следующего десятилетия Гайдн написал «почти 200» различных ансамблей с участием баритона. Среди них большинство — для трио. Когда Гайдн закончил 24 пьесы, «он богато переплел их в кожу и золото». Получившиеся тома датированы 1766, 1767, 1768, 1771 и 1778 годами. Последний же том переплели после того, как князь забросил занятия баритоном в пользу другого увлечения, тоже с участием Гайдна, — постановки в своём дворце опер. Согласно баритонисту Джону Сюй (англ. John Hsu), последнее трио датируется 1775 годом.

## Музыка

### Форма
Трио предназначались в основном для любительского исполнения. Они короче и менее амбициозны, чем другие произведения для струнных Гайдна. В большинстве случаев — трёхчастны. Первая часть обычно в медленном темпе, следующая в быстром. Первая часть также может быть в быстром темпе (сонатная форма) или представлять собой набор вариаций. В трио всегда присутствует менуэт: либо как средняя часть, либо как финал. Финалы, не являющиеся менуэтом, всегда в быстром темпе.
Первая и последняя часть обычно в основной тональности, средняя — в близкой. Только два трио написаны в миноре.

### Роли трех инструментов
Сюй предполагает, что во время исполнений трио на баритоне играл сам князь, партию альта — Гайдн, а партию виолончели — любой придворный виолончелист. Трио обычно написаны так, что баритону принадлежит исполнение мелодии. Оливер Странк пишет, что трио «являются не камерной музыкой в обычном понимании этого слова, а соло с аккомпанементом. Князь Николай не был демократом и не собирался делиться заслугами с профессиональными музыкантами, ему помогавшими». Тем не менее, Странк отмечает, что во многих частях «три партии почти одинаково интересны».
Ни один из трёх инструментов не попадает в сопрановый диапазон, что придает трио тёмный тембр, необычный для камерной музыки. Седи и Памплин отмечают, что «текстура трио для баритона — баритон, альт и виолончель — была создана специально для князя Николая, и, рождённая из чистой необходимости, оказалась гениальной. „Смычковые“ струны баритона хорошо сливаются с альтом и виолончелью, а „щипковые“ струны дают контрастирующий тембр. Обертоны большого количества струн баритона компенсируют отсутствие инструмента высокого строя… Общий эффект озадачивает слушателя, так как отдельные инструменты порой трудно различимы». Такое переплетение голосов приводит к ещё одному наблюдению Странка: Гайдн часто пишет для более низкой виолончели выше, чем для баритона, или для более высокого альта — ниже.

### Эволюция стиля
Джонс замечает, что стиль трио менялся со временем. Это частично объяснимо ростом мастерства князя, для которого вначале баритон был новым инструментом. В ранних трио основной тональностью был ля мажор — самая простая тональность для игры на инструменте; поздние работы написаны в большем количестве тональностей. К третьему тому князь был способен играть смычком и щипком одновременно (умение, необходимое для трио № 60 и № 66) и быстро переключаться между этими способами игры (например, № 69).
Время написания трио (1765—1775) было важным периодом в эволюции гайдновского стиля, периодом «Sturm und Drang», включавшим такие работы, как «Прощальная симфония» и соната для фортепиано до минор 1772 года. В это же время Гайдн усиленно работал над серией струнных квартетов (opp. 9, 17 и 20), которые утвердили его как основателя и мастера жанра. Трио для баритона, хотя и меньшие по масштабу, отражают стилистическую эволюцию данного периода, возрастая со временем в утончённости и сложности.

### Музыкальные заимствования
Трио иногда заимствуют материал более ранних работ, обычно самого Гайдна.
- Первая часть Трио № 5 основана на арии «Che farò senza Euridice?» из оперы Глюка Орфей и Эвридика[17]
- Первая часть Трио № 29 основана на первой арии «Ce visino delicato» из оперы Гайдна Певица[англ.][17]
- Первая часть Трио № 37 является транскрипцией клавирной сонаты H. XVI:3 Гайдна[18]
- Трио № 52 заимствует менуэт alla zoppa из Симфонии №58[англ.]. Тональность транспонирована вверх на терцию[19]
- Трио № 64 использует пасхальный григорианский хорал, тот же, что и в ранней Симфонии №30[англ.][19]
- Трио № 102 использует материал из ранней клавирного трио H. XV:2 в фа мажоре[20]
- Трио № 110 использует материал из раннего дивертисмента до мажор для клавира, двух скрипок и виолончели H. XIV:8[20]

Материал из трио также появляется в более поздних работах Гайдна:
- Тема вариаций из Трио № 38 в разном виде появляется в Вариациях для клавира в четыре руки «Il maestro e lo scolare» H. XVIIa:I.[21].

## Критика
Дэвид Уэн Джонс дает относительно негативную оценку произведениям: «[они] могли бы быть написаны автопилотом, способным иногда на творческую компьютерную ошибку». Комментируя приказ князя Эстерхази сочинить трио для баритона, Джонс говорит: «Очень немногие люди играли на баритоне, и этот приказ князя можно рассматривать как один из самых ярких случаев потворства своим желаниям в истории музыкального покровительства». Другие исследователи Гайдна более позитивны: хотя и отмечая ограниченный масштаб и вдохновение произведений, они признают гайдновское композиторское мастерство. Например, Джеймс Уэбстер пишет: «трио для баритона … являются тщательно отделанными произведениями, столь же вознаграждающими в своем роде, как и простой экспрессионизм движения Sturm und Drang»; Карл Гаирингер: «В этом собрании есть несколько прекрасных образцов, доказывающих, что Гайдн старался сделать лучшее, хотя и не ожидал, что они будут исполнены за пределами двора его принца»; Люси Робинсон: «Несмотря на ограничения состава, гений Гайдна очевиден в калейдоскопическом спектре мелодических и текстуальных идей и остроумного взаимодействия инструментов».
Джон Сюй писал (1986): «В трио чувствуется интимность. Это наиболее частная камерная музыка, написанная специально в ответ на желания одного человека. Легко представить удовлетворение и вдохновение, которое князь получил во время исполнения этих трио».